# Aquilegia ottonis
Aquilegia ottonis är en ranunkelväxtart. Aquilegia ottonis ingår i släktet aklejor, och familjen ranunkelväxter.

## Underarter
Arten delas in i följande underarter:
- A. o. amaliae
- A. o. ottonis
- A. o. speluncarum
- A. o. taygetea

## Bildgalleri

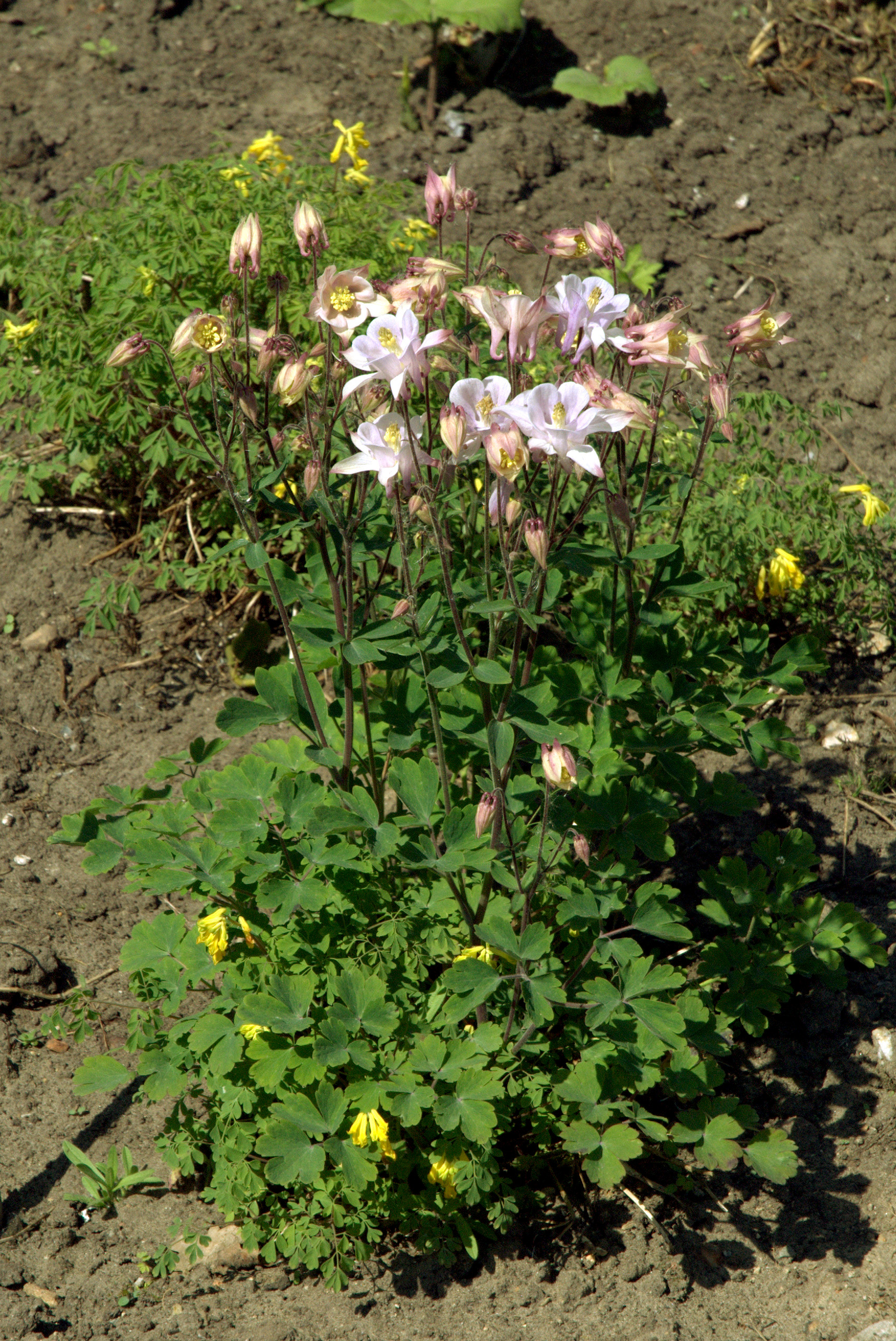